# Ponemah
Ponemah è un census-designated place (CDP) della contea di Beltrami, Minnesota, Stati Uniti. La popolazione era di 724 abitanti al censimento del 2010.

## Geografia fisica
Secondo lo United States Census Bureau, ha un'area totale di 10,95 mi² (28,36 km²).

## Società

### Evoluzione demografica
Secondo il censimento del 2010, la popolazione era di 724 abitanti.

### Etnie e minoranze straniere
Secondo il censimento del 2010, la composizione etnica del CDP era formata dallo 0,6% di bianchi, lo 0,3% di afroamericani, il 98,8% di nativi americani, lo 0,0% di asiatici, lo 0,0% di oceaniani, lo 0,1% di altre razze, e lo 0,3% di due o più etnie. Ispanici o latinos di qualunque razza erano lo 0,4% della popolazione.